# Joseph R. Gannascoli
Joseph R. Gannascoli (15 de febrero de 1959) es un actor estadounidense, conocido por su interpretación de Vito Spatafore en la serie Los Soprano.

## Primeros años
Gannascoli nació y creció en Brooklyn, Nueva York. Asistió a la Universidad St. John's durante dos años y se especializó en comunicación. Está casado con Diana Gannascoli y tiene su propia marca de salsa marinara. En entrevistas se ha descrito a sí mismo como "psicótico", y a menudo bromea acerca de su peso.

## Carrera
Gannascoli aprendió arte culinario y abrió un restaurante, el Soup As Art Restaurant en Brooklyn. Ha trabajado en New Orleans, Los Ángeles y Nueva York.
Como actor, ha trabajado en películas como Ed Wood, Blowfish, Mickey Blue Eyes y 976-Wish. En televisión, formó parte del reparto de Los Soprano en 30 capítulos.

### Los Soprano
Antes de comenzar la sexta temporada de Los Soprano, Gannascoli pasó a ser un miembro fijo del reparto. Antes de interpretar al gánster Vito Spatafore por primera vez en la segunda temporada, interpretó al cliente de una repostería llamado Gino en el capítulo "La leyenda de Tennessee Moltisanti" de la primera temporada. Más tarde, cambió de papel y sería presentado formalmente como el sobrino de Richie Aprile, Vito Spatafore, en el capítulo "The Happy Wanderer" de la segunda temporada.
En una entrevista para AventuraUSA.com en mayo de 2008, Gannascoli comentó que en un principio audicionó para el papel de Bobby Baccalieri, pero no lo consiguió. Ese papel sería para Steve Schirripa. También dijo que fue él quien propuso la idea de un gánster homosexual a dos de los guionistas para estar más involucrado en la serie.
Además publicó una novela policiaca llamada A Meal To Die For, en parte basada en su vida.